# Zeleni silvanec
Zeleni silvanec, znan tudi kot mušica, silvanec, zeleni plešec (nemško Grüner Silvaner) je vinska trta, ki daje grozdje za istoimensko belo vino.
Grozd te trte je srednje velik, nabit in valjaste oblike. Srednje velike, okrogle grozdne jagode, zelene do rumenkasto zelene barve imajo debelo kožico. Ob obilnejših padavinah v zadnji fazi zorenja se jagode rade razpočijo, kasneje pa jih napade plesen. Listje je majhno do srednje veliko, okroglaste petdelne oblike, po zgornji strani rumenkasto zelene, po spodnji pa nekoliko svetlejše barve. Ta sorta je precej občutljiva za pozebo.
Vino, svetlo rumenkaste do rumenkasto zelenkaste barve ima srednjo vsebnost alkohola, v dobrih letnikih pa je milo in nežno dišeče z nevsiljivim svojevrstnim vonjem, ugodno zelo milo aromo s primerno kislino. Lahko se izdeluje suho ali polsuho. V težjih tleh je okus izrazitejši. Za staranje zaradi nizke vsebnosti kislin ni primerno. Povprečna alkoholna stopnja tega vina je okoli 11 vol %.
Ta sorta je danes najbolj razširjena v Nemčiji, Švici, Avstriji in Alzaciji. Na Slovenskem jo veliko gojijo v vinorodnih deželah Podravje in Posavje.
Vino postrežemo temperirano na 10 - 12 °C, izjemno lepo pa se poda h kuhanim ribam, pečeni teletini in gobjim jedem.